# Jaden Smith
Jaden Christopher Syre Smith (n. 8 iulie 1998, Malibu, California) este un actor, rapper, compozitor și dansator american. Părinții lui sunt Will Smith și Jada Pinkett Smith. El este fratele mai mare al actriței Willow Smith și fratele vitreg al lui Trey Smith. A debutat ca actor în filmul din 2006 The Pursuit of Happyness, și a mai jucat în The Day the Earth Stood Still și The Karate Kid - o refacere al filmului din 1984. Smith a cântat alături de cântărețul canadian Justin Bieber în piesa ,,Never say Never".

## Filmografie
| An   | Titlu                            | Rol                      | Note |
| ---- | -------------------------------- | ------------------------ | --- |
| 2002 | Men in Black II                  |                          | Rol cameo |
| 2006 | The Pursuit of Happyness         | Christopher Gardner, Jr. | Teen Choice Award for Choice Movie Chemistry MTV Movie Award for Breakthrough Performance PFCS Award for Best Performance by Youth in a Leading or Supporting Role - Male Nominalizare — Teen Choice Award for Choice Movie Breakout Male Nominalizare — NAACP Image Award for Outstanding Supporting Actor in a Motion Picture Nominalizare — Black Reel Award for Best Breakthrough Performance Nominalizare — Broadcast Film Critics Association Award for Best Young Actor                           |
| 2008 | The Day the Earth Stood Still    | Jacob Benson, Jr.        | Saturn Award for Best Performance by a Young Actor |
| 2010 | The Karate Kid                   | Dre Parker               | BET Award for YoungStars Award Young Artist Award for Best Leading Young Actor in a Feature Film Nominalizare— Teen Choice Award for Choice Summer Movie Star - Male Nominalizare — Kids Choice Award for Favorite Movie Actor Nominalizare — MTV Movie Award for Biggest Badass Star Nominalizare — NAACP Image Award for Outstanding Actor in a Motion Picture Nominalizare — Black Reel Award for Best Actor Nominalizare — Black Reel Award for Best Song Nominated — Empire Award for Best Newcomer |
| 2011 | Justin Bieber: Never Say Never   | El însuși                | |
| 2013 | After Earth                      | Kitai Raige              | Golden Raspberry Award for Worst Actor Golden Raspberry Award for Worst Screen Combo (w/ Will Smith) Nominalizare la MTV Movie Award for Summer's Biggest Teen Bad Ass Star |
| 2018 | Untitled Crystal Moselle Project |                          | Post-producție |

| An        | Titlu                         | Rol                     | Note                          |
| --------- | ----------------------------- | ----------------------- | ----------------------------- |
| 2003–2004 | All of Us                     | Reggie                  | 6 episoade                    |
| 2008      | The Suite Life of Zack & Cody | Travis                  | Episod: "Romancing the Phone" |
| 2016      | Brothers in Atlanta           | Curtis                  | Episod fără difuzare          |
| 2016-2017 | The Get Down                  | Marcus “Dizzee” Kipling | Rol recurent                  |
| 2017      | Nashville                     | El însuși               | Apariție specială             |
| 2017      | Neo Yokio                     | Kaz Kaan (voce)         |                               |